# Russell Gray
Russell David Gray (geboren 1960) ist ein neuseeländischer Evolutionsbiologe und Psychologe, der quantitative Methoden zum Studium der kulturellen Evolution und der menschlichen Vorgeschichte entwickelt hat. Er ist Ko-Direktor des Max-Planck-Instituts für Evolutionäre Anthropologie in Leipzig.
Der Sohn eines Psychologen Gray hat Biologie und Psychologie studiert und erwarb 1990 den Ph.D. an der University of Auckland. Eine erste Stelle fand er an der University of Otago und fing wieder in Auckland in der Schule für Psychologie an. Seit 2008 ist er ein Fellow der Royal Society of New Zealand und erhielt die Inaugural Mason Durie Medal 2012. 2014 wurde er einer der beiden Gründungsdirektoren am Max-Planck-Institut für Menschheitsgeschichte zur in Jena, wo er die Abteilung für Linguistik und Kulturevolution leitete, die 2020 nach Leipzig umzuziehen begann. In Leipzig befasst er sich mit der Erfassung indoeuropäischer und austronesischer Sprachfamilien, wobei er phylogenetische Methoden benutzt. Daneben erforscht er die tierische Kognition, in einem Projekt über die neukaledonische Geradschnabelkrähe. Er hatte von 2012 bis 2020 auch eine Professur an der Abteilung für Philosophie an der Australian National University.
Seine Analysen zeigten spezifische historische Abhängigkeiten in Sprachfamilien, im Kontrast zu generativen Ansätzen. Seine Hauptforschung über die Geschichte der Sprachen, Kultur und Völker in Südostasien und im Pazifik erwies Phasen der Ausdehnung und des Stillstands. Mit Simon Greenhill entwickelte er eine lexikalische Datenbasis für die regionalen Sprachen.

## Schriften
- Design, constraint and construction: essays and experiments on evolution and foraging. Dissertation 1990
- mit Susan Oyama u. a.: Cycles of contingency : developmental systems and evolution, MIT Press, Cambridge, Mass., 2001.
- R. D. Gray u. a.: Mental template matching is a potential cultural transmission mechanism for New Caledonian crow tool manufacturing traditions. In: Scientific Reports. Band 8, Nr. 1, Dezember 2018, ISSN 2045-2322, S. 8956, doi:10.1038/s41598-018-27405-1, PMID 29955154, PMC 6023922 (freier Volltext).

## Einzelbelege
1. ↑  Siehe Evolution von Sprachen, Genen und Kultur, Beileger Personalien 2014, Seite 8, Jahresbericht der Max-Planck-Gesellschaft, PDF, abgerufen am 10. August 2023.
2. ↑  Russell Gray - Max Planck Institute for Evolutionary Anthropology. Abgerufen am 3. Oktober 2022.
3. ↑  David Gray Russell. Abgerufen am 3. Oktober 2022 (englisch).
4. ↑  G-I. Abgerufen am 3. Oktober 2022.
5. ↑  Inaugural Mason Durie Medal. Abgerufen am 3. Oktober 2022.

| Personendaten    | Personendaten                                     |
| ---------------- | ------------------------------------------------- |
| NAME             | Gray, Russell                                     |
| ALTERNATIVNAMEN  | Gray, Russell David (vollständiger Name)          |
| KURZBESCHREIBUNG | neuseeländischer Evolutionsbiologe und Psychologe |
| GEBURTSDATUM     | 1960                                              |